# Longuo B
Longuo B (auch Longuo) ist ein Verwaltungsbezirk (Ward) des Distrikts Moshi (MC) in der tansanischen Region Kilimandscharo.

## Geografie
Longuo B liegt im Nordosten von Tansania, im Nordwesten der Regionshauptstadt Moshi. Die Grenze im Westen bildet der Fluss Pangani.
Der Bezirk grenzt im Nordwesten an Kirima und im Norden an Uru Kusini, beides Bezirke des Distrikts Moshi. Im Osten grenzt er an Rau, im Südosten an einem Punkt an Mfumuni, im Süden an Kilimandscharo und im Westen an Karanga. Bei der Volkszählung 2022 lebten 8944 Menschen in 2618 Haushalten auf einer Fläche von 4 Quadratkilometern.

## Gliederung
Der Bezirk besteht aus drei Stadtteilen (Mtaa):
- Kati
- Kibo
- Kitandu

## Wirtschaft und Infrastruktur
- Bildung: Im Bezirk liegen zwei weiterführende Schulen.[8] Die International School Moshi wurde 1969 eröffnet, nennt sich seit 2019 UWC East Africa und unterrichtet rund 350 Schüler.[9] Die Schule wird von einem gemeinnützigen Unternehmen betrieben, deren Eigentümer verschiedene christliche Organisationen sind.[10] Die Kibo Secondary School ist eine private Internatsschule für Mädchen und Burschen.[11]
- Gesundheit: Im Stadtteil Kibo befindet sich eine staatliche Apotheke.[12]